# Wheelie (曲)
「Wheelie」（ウィリー）は、KID PHENOMENON from EXILE TRIBEの1枚目のシングル。2023年8月23日にソニー・ミュージックレコーズから発売。

## 概要
KID PHENOMENON from EXILE TRIBEのデビュー・シングル。DVD付初回生産限定盤と通常盤の2形態で発売。
カップリング曲にオーディション『iCON Z 〜Dreams For Children〜』男性部門の第二章課題曲「C'mon」を収録。
表題曲「Wheelie」のミュージックビデオは、二宮“NINO”大輔が監督を務めている。初回生産限定盤付属のDVDには「Wheelie」のMVとメイキングが収録された。

## 収録曲

### CD
1. Wheelie
作詞:SHOKICHI,AMBASS
作曲:SHOKICHI,SKY BEATZ
2. C'mon
作詞:SHOKICHI,Yohei
作曲:Justin Reinstein

### DVD
1. Wheelie Music Video
2. Wheelie Music Video Making Movie

## Wheelie - From THE FIRST TAKE
「Wheelie - From THE FIRST TAKE」は、KID PHENOMENON from EXILE TRIBEの楽曲。配信限定シングルとして2024年1月26日にリリースされた。
本曲は、2023年11月17日に出演したYouTubeチャンネル『THE FIRST TAKE』の歌唱音源である。